# 굽술꽃속
굽술꽃속(---屬, 학명: Hoplestigma 호플레스티그마[*])은 지치목의 단형 과인 굽술꽃과(---科, 학명: Hoplestigmataceae 호플레스티그마타케아이[*])에 속하는 유일한 속이다. 속명인 "호플레스티그마"는 고대 그리스어로 "(갈라진) 발굽"을 뜻하는 "호플레(ὁπλή)"와 "암술머리"를 뜻하는 "스티그마(στίγμα)"를 붙인 말로, 꽃술이 두 갈래로 갈라진 모습을 가리킨다. 과거에는 지치과나 개송양나무과 아래에 분류하기도 하였으나, 지치목 워킹 그룹(Boraginales Working Group)의 2016년 분류에서는 분자계통학적 근거에 따라 별개의 과로 재분류했다. 개송양나무과 및 콜데니아과와 근연 관계를 보인다.
2종을 포함하고 있다. 두 종 모두 아프리카에 자생하는 나무이다.

## 하위 분류
- 굽술꽃(H. klaineanum Pierre)
- 피에르굽술꽃(H. pierreanum Gilg)